# Malá Sázava
Malá Sázava är ett vattendrag i Tjeckien.   Det ligger i regionen Vysočina, i den centrala delen av landet, 60 km sydost om huvudstaden Prag.